# Полянувка (Люблінський повіт)
Полянувка (пол. Polanówka) — село в Польщі, у гміні Стшижевиці Люблінського повіту Люблінського воєводства.
Населення — 358 осіб (2011).
У 1975-1998 роках село належало до Люблінського воєводства.

## Демографія
Демографічна структура станом на 31 березня 2011 року:
|          | Загалом | Допрацездатний вік | Працездатний вік | Постпрацездатний вік |
| -------- | ------- | ------------------ | ---------------- | -------------------- |
| Чоловіки | 179     | 41                 | 122              | 16                   |
| Жінки    | 179     | 36                 | 106              | 37                   |
| Разом    | 358     | 77                 | 228              | 53                   |